# Grubea nuchalata
Grubea nuchalata är en ringmaskart som beskrevs av Hartmann-Schröder 1960. Grubea nuchalata ingår i släktet Grubea och familjen Syllidae. Inga underarter finns listade i Catalogue of Life.